# Krépin Diatta
Krépin Diatta (* 25. února 1999 Dakar) je senegalský profesionální fotbalista, který hraje na pozici křídelníka v klubu AS Monaco a v senegalském národním týmu.

## Klubová kariéra

### Sarpsborg 08
Dne 26. února 2017 podepsal Diatta smlouvu se Sarpsborg 08 na čtyři roky. Diatta debutoval 4. dubna 2017 debutoval při domácím vítězství 3:1 proti Sogndalu, když v 83. minutě vystřídal za Oleho Jørgena Halvorsena. 26. dubna 2017 vstřelil své první góly v klubu, a to při výhře 10:1 proti Drøbak-Frogn, týmu ze 4. ligy. V pohárovém utkání, které skončilo 10:1, vstřelil hattrick společně se svými spoluhráči Ertonem Fejzullahu a Jørgenem Larsenem. 13. srpna 2017 vstřelil svůj první ligový gól za Sarpsborg v zápase proti Kristiansundu. Diatta pomohl klubu k postupu do finále norského poháru 2017, když v soutěži vstřelil 5 gólů. Sarpsborg ve finále podlehl 3:2 Lillestrømu.

### Club Brugge
Dne 3. ledna 2018 přestoupil Diatta do belgického Club Brugge. V klubu podepsal smlouvu na čtyři a půl roku. V týmu debutoval 8. dubna 2018 při prohře 1:0 proti Gentu, když v 46. minutě vystřídal Ahmeda Toubu. 22. července 2018 odehrál Diatta 80 belgického Superpoháru 2018. Zápas skončil vítězstvím Brugg 2:1. 24. října 2018 debutoval Diatta v Lize mistrů, a to v domácím utkání proti Monaku, když vystřídal zraněného Emmanuela Dennise. Dne 14. února 2019 odehrál svůj první zápas v Evropské lize, jednalo se o domácí utkání proti rakouskému Red Bullu Salzburg v šestnáctifinále Evropské ligy 2018/19. 10. března 2019 vstřelil svůj první gól za klub při výhře 4:0 proti Eupenu.

### AS Monaco
Dne 21. ledna 2021 přestoupil Diatta do týmu AS Monaco, hrající francouzskou Ligue 1. V klubu podepsal smlouvu do roku 2025.

## Reprezentační kariéra
V březnu 2019 byl Diatta jedním ze čtyř mladých senegalských hráčů, kteří dostali svou první pozvánku do národního týmu. 23. března 2019 debutoval při vítězství 2:0 proti Madagaskaru v kvalifikaci na Africký pohár národů 2019. Dne 13. června 2019 byl nominován na závěrečný turnaj Afrického poháru národů 2019 v Egyptě. 23. června 2019 vstřelil svůj první reprezentační gól, a to v zápase proti Tanzanii. Za své výkony byl Diatta jmenován nejlepším mladým hráčem turnaje.

## Statistiky

### Klubové
K 10. březnu 2021
| Klub         | Sezóna  | Liga               | Liga   | Liga | Národní pohár | Národní pohár | Evropské poháry | Evropské poháry | Ostatní | Ostatní | Celkem | Celkem |
| Klub         | Sezóna  | Liga               | Zápasy | Góly | Zápasy        | Góly          | Zápasy          | Góly            | Zápasy  | Góly    | Zápasy | Góly   |
| ------------ | ------- | ------------------ | ------ | ---- | ------------- | ------------- | --------------- | --------------- | ------- | ------- | ------ | ------ |
| Sarpsborg 08 | 2017    | Eliteserien        | 22     | 3    | 5             | 5             | –               | –               | –       | –       | 27     | 8      |
| Sarpsborg 08 | Celkem  | Celkem             | 22     | 3    | 5             | 5             | –               | –               | –       | –       | 27     | 8      |
| Club Brugge  | 2017/18 | Jupiler Pro League | 8      | 0    | 0             | 0             | 0               | 0               | –       | –       | 8      | 0      |
| Club Brugge  | 2018/19 | Jupiler Pro League | 23     | 2    | 0             | 0             | 4               | 0               | 1       | 0       | 28     | 2      |
| Club Brugge  | 2019/20 | Jupiler Pro League | 22     | 6    | 4             | 1             | 9               | 1               | –       | –       | 34     | 8      |
| Club Brugge  | 2020/21 | Jupiler Pro League | 19     | 10   | 0             | 0             | 5               | 0               | –       | –       | 24     | 10     |
| Club Brugge  | Celkem  | Celkem             | 72     | 18   | 4             | 1             | 18              | 1               | 1       | 0       | 95     | 20     |
| Monaco       | 2020/21 | Ligue 1            | 7      | 0    | 2             | 0             | –               | –               | –       | –       | 9      | 0      |
| Monaco       | Celkem  | Celkem             | 7      | 0    | 2             | 0             | –               | –               | –       | –       | 9      | 0      |
| Celkem       | Celkem  | Celkem             | 101    | 21   | 11            | 6             | 18              | 1               | 1       | 0       | 131    | 28     |

### Reprezentační
K 15. listopadu 2020
| Senegal | Senegal | Senegal |
| Rok     | Zápasy  | Góly    |
| ------- | ------- | ------- |
| 2019    | 13      | 1       |
| 2020    | 3       | 0       |
| Celkem  | 16      | 1       |

#### Reprezentační góly
K zápasu odehranému 15. listopadu 2020. Skóre a výsledky Senegalu jsou vždy zapisovány jako první.
| Gól | Datum           | Místo                          | Soupeř   | Skóre | Výsledek | Soutěž                    |
| --- | --------------- | ------------------------------ | -------- | ----- | -------- | ------------------------- |
| 1.  | 23. června 2019 | 30 June Stadium, Káhira, Egypt | Tanzanie | 2:0   | 2:0      | Africký pohár národů 2019 |

## Ocenění

### Klubové

#### Club Brugge
- Jupiler Pro League: 2017/18, 2019/20[16]
- Belgický Superpohár: 2018

### Individuální
- Nejlepší mladý hráč Afrického poháru národů: 2019[17]